# هاري أرويو
هاري أرويو (بالإنجليزية: Harry Arroyo)‏ (25 أكتوبر 1957 بيونغزتاون في الولايات المتحدة) هو ملاكم أمريكي.

## إحصائيات
خاض خلال مسيرته 51 نزالا، فاز في 40 ولم يتعادل وخسر في 11. فاز بالضربة القاضية في 30 نزالا.

## روابط خارجية
- هاري أرويو على موقع بوكس ريك (الإنجليزية) (registration required)